# Sokoł Płowdiw
Sokoł Płowdiw (bułg. СК Сокол (Пловдив)) – bułgarski klub piłkarski, mający siedzibę w mieście Płowdiw, w środkowej części kraju, działający w latach 1922–1944 i 1994–2011.

## Historia
Chronologia nazw:
- 1922: SK Sokoł Płowdiw (bułg. СК [Спортен клуб] Сокол (Пловдив))
- 1940: SK SKG Płowdiw (bułg. СК СГК (Пловдив)) – po fuzji z Generał Kolew Płowdiw
- 1944: klub rozwiązano
- 1994: FK Sokoł'94 Płowdiw (bułg. ФК [Футболен клуб] Сокол`94 (Коматево))
- 1998: FK Spartak-S'94 Płowdiw (bułg. ФК Спартак-С’94 (Пловдив)) – po fuzji ze Spartak Płowdiw
- 2001: FK Komatewo 2001 Płowdiw (bułg. ФК Коматево 2001 (Пловдив)) – po rozpadzie fuzji
- 2011: klub rozwiązano

Klub sportowy Sokoł został założony w Płowdiwie 4 kwietnia 1922 roku. Funkcjonował w dzielnicy Rusin Mahała i Matinczewi Gradini w zachodnim Płowdiwie.
Pierwsze mistrzostwa Bułgarskiego Związku Piłki Nożnej miały zostać rozegrane w 1924 roku, jednak ze względu na różnice między zespołami w półfinałach rozgrywki nie zostały zakończone, a zwycięzca nie został wyłoniony. Od 1925 mistrzostwa rozgrywane są systemem pucharowym, do których kwalifikowały się zwycięzcy regionalnych oddziałów.
W 1932 roku klub został mistrzem Płowdiwskiego Obwodu Sportowego i awansował do turnieju finałowego na szczeblu centralnym. W pierwszej rundzie finałów mistrzostw wyeliminował 3:1 klub Bułgaria Chaskowo, ale w półfinale przegrał 0:5 ze Sławią Sofia.
Na początku 1940 roku "Sokoły" połączyły się z klubem Generał Kolew Płowdiw i dalej występowały pod nazwą SGK.
Po 1944 roku nowy rząd Bułgarii podjął kilka kampanii na rzecz reorganizacji klubów sportowych w kraju, co doprowadziło do połączenia większości z nich i odpowiedniej zmiany nazw. W ten sposób na rozkaz ówczesnej nomenklatury partyjnej klub przestał istnieć.
W 1994 roku klub z nazwą Sokoł'94 został reaktywowany w dzielnicy Komatewo w Płowdiwie. Zespół rozpoczął występy od najniższej ligi, w rozgrywkach Płowdiwskiej A Obłastnej futbołnej grupy (OFG) (D4).
W 1998 roku klub dołączył do przeżywającego problemy finansowe Spartaka Płowdiw, zmieniając jego nazwę na Spartak-S'94. Po trzech latach fuzja rozpadła się i klub z nazwą Komatewo 2001 ponownie startował w rozgrywkach Płowdiwskiej A OFG.
Klub istniał do 2011 roku, a potem został rozwiązany.

## Barwy klubowe, strój, herb, hymn
|  |  |

Klub ma barwy czerwono-czarne. Piłkarze domowe spotkania zazwyczaj grają w pasiastych pionowo czerwono-białych koszulkach, czarnych spodenkach oraz czarnych getrach.

## Sukcesy

### Trofea międzynarodowe
Do chwili obecnej klub jeszcze nigdy nie zakwalifikował się do rozgrywek europejskich.

### Trofea krajowe
| \| \| Zdobyte trofea w rozgrywkach Bułgarii (stan na: 31-05-2021) \| |                                                             |      |          |
| Rozgrywki                                                            | Osiągnięcie                                                 | Razy | Sezon(y) |
| · Mistrzostwo                                                        | I miejsce                                                   | 0    |          |
| · Mistrzostwo                                                        | II miejsce                                                  | 0    |          |
| · Mistrzostwo                                                        | III miejsce                                                 | 0    |          |
| · Mistrzostwo                                                        | półfinalista                                                | 1    | 1932     |
| Puchar                                                               | zdobywca                                                    | 0    |          |
| Puchar                                                               | finalista                                                   | 0    |          |
| II liga                                                              | I miejsce                                                   | 0    |          |
| II liga                                                              | II miejsce                                                  |      |          |
| II liga                                                              | III miejsce                                                 | 0    |          |
| Bułgaria                                                             | Zdobyte trofea w rozgrywkach Bułgarii (stan na: 31-05-2021) |      |          |

- Gradsko pyrwenstwo na Płowdiw i Płowdiwskata sportna obłast:
  - mistrz (1): 1931/32

## Poszczególne sezony

### Rozgrywki międzynarodowe

#### Europejskie puchary
Nie uczestniczył w rozgrywkach europejskich.

### Rozgrywki krajowe
| \| Bułgaria \| Bilans występów klubu w rozgrywkach piłkarskich Bułgarii (Stan na 31 maja 2021 r.) \| \| |                                                                                       |        |       |   |   |   |    |    |     |                      |        |        |      |
| Poziom                                                                                                  | Rozgrywki                                                                             | Sezony | Mecze | Z | R | P | B+ | B– | Pkt | Lata                 | Awanse | Spadki | Naj. |
| I | Dyrżawno pyrwenstwo / Nacionałna futbołna diwizija / Republikansko pyrwenstwo / A PFG | 1      |       |   |   |   |    |    |     | 1932                 | 0      | 1      | 1/2  |
| II | B RPG / Wtora PFG / Pyrwa PFL / B PFG / Wtora PFL                                     | 21     |       |   |   |   |    |    |     | 1923–1944            | 1      | 0      | 1    |
| III | W PFG / Treta amatorska futbołna liga                                                 | 0      |       |   |   |   |    |    |     |                      | 0      | 0      |      |
| IV | Obłastna futbołna grupa                                                               | 13     |       |   |   |   |    |    |     | 1994–1998, 2001–2010 | 0      | 0      | ?    |
| | Puchar Bułgarii                                                                       | 0      |       |   |   |   |    |    |     |                      | 0      | 0      |      |
| Bułgaria                                                                                                | Bilans występów klubu w rozgrywkach piłkarskich Bułgarii (Stan na 31 maja 2021 r.)    |        |       |   |   |   |    |    |     |                      |        |        |      |

## Struktura klubu

### Stadion
Klub piłkarski rozgrywał swoje mecze domowe na stadionie Gerena w Płowdiwie.

## Kibice i rywalizacja z innymi klubami

### Derby
- Botew Płowdiw
- Lewski Płowdiw
- Łokomotiw Płowdiw (jako Sportklub, SP-45, Sławia, Sławia-Czengełow)
- Marica Płowdiw
- Parczewicz Płowdiw
- Pobeda Płowdiw
- Spartak Płowdiw
- Szipka Płowdiw
- ŻSK Płowdiw